# Analecta hymnica medii aevi
Analecta hymnica medii aevi (лат.; принятое сокращение — AH) — фундаментальная антология средневековой латинской гимнографии, в том числе гимнов, секвенций, тропов, метризованных оффициев и Псалтири. Гимнография представлена в виде текстов, даже в тех случаях, когда текст в оригинале сопровождается музыкальной нотацией. Основатель серии — немецкий филолог, иезуит Гвидо Древес (1854—1909). Он же был главным редактором томов 1-36, вышедших между 1886 и 1901 гг. С т.37 очередные тома серии выходили под редакцией Клеменса Блюме (Blume) и Генри М. Баннистера (Bannister). Последний, 55-й том серии был опубликован в 1922 г., таким образом, издание антологии продолжалось в течение 36 лет. Двухтомный указатель к AH, составленный Максом Лютольфом (Lütolf) и Доротеей Бауман (Baumann), опубликован во Франкфурте в 1978 г. В 2004-05 гг. антология была оцифрована.
Во многих томах (особенно в начальные годы серии) публикация литургической поэзии предваряется обширным научным введением исторического, палеографического, филологического, а иногда и музыкально-теоретического характера (как в т. 7, где рассматривается сложная проблема взаимодействия стихового и музыкального ритма).

## Издание
- Analecta hymnica medii aevi. 55 v., edd. G.M.Dreves, C.Blume, H.M.Bannister. Leipzig, 1886-1922.
- Analecta hymnica medii aevi / herausgegeben von Guido Maria Dreves et al. Register / in Zusammenarbeit mit Dorothea Baumann et al., herausgegeben von Max Lütolf. Bern: Francke, 1978.
- Analecta hymnica medii aevi. Augsburg: Rauner, 2004-2005 (электронное издание)